# Sony Xperia V
O Sony Xperia V é um smartphone concebido, desenvolvido e comercializado pela Sony Mobile Communications. Apresentado em 29 de agosto de 2012 em Berlim, o Xperia V pertence à linha de telemóveis da Sony (Xperia) do segundo semestre de 2012, que inclui o topo de gama Sony Xperia T e o equipamento de entrada de gama Sony Xperia J. O dispositivo de 4,3 polegadas (110 mm) tem uma resolução de 1280×720 píxeis (720p), um processador dual-core de 1,512 GHz e uma câmara de 13 megapíxeis, estando protegido por um revestimento exterior resistente à água.4,3
-polegada (110 mm)

## Lançamento
O dispositivo foi anunciado oficialmente pela Sony a 29 de agosto de 2012, em Berlim, juntamente com o Xperia J e o Xperia T. O dispositivo é resistente à água e ao pó, o que é semelhante ao Xperia Go e ao Xperia acro S. E foi lançado em dezembro de 2012.

## Hardware
O telefone tem um ecrã tátil capacitivo de 4,3 polegadas com uma resolução de 1280x720 pixels a 342 ppi, equipado com o Mobile BRAVIA Engine 2 da Sony, que melhora a visualização do dispositivo. É capaz de apresentar 16.777.216 cores e suporta multi-toque. A câmara do dispositivo tem 13 megapixéis com capacidade de zoom digital de 16x com o Exmor R da Sony para captação de pouca luz. É capaz de gravar vídeo HD de 1080p e efetuar videochamadas. O telemóvel também possui uma câmara frontal VGA de 0,3 megapixéis. O dispositivo tem um processador Qualcomm Snapdragon dual-core de 1,5 GHz com 1 GB de RAM, 8 GB de memória interna e uma ranhura externa para expansão do armazenamento até 32 GB. O dispositivo também está equipado com NFC (Near Field Communication) para que possa ser utilizado com Xperia SmartTags ou para transacções financeiras de baixo valor, à medida que a utilização da NFC se generaliza, com as aplicações adequadas do Google Play. O dispositivo também possui um conetor micro USB com USB, o suporte Go também possui um ecrã resistente a riscos e vidro inquebrável e uma classificação de resistência ao pó (IP5X) e à água (IPX5/7) semelhante à do Sony Xperia Acro S e do Cacaracutu.

## Software
O telemóvel é lançado com o Android 4.0 Ice Cream Sandwich da Sony integrado com o Facebook e a interface de utilizador Timescape incorporada para suportar serviços online como o Twitter, o YouTube e o Picasa. O navegador do dispositivo suporta HTML e HTML5 e também inclui rádio FM estéreo com RDS integrado, certificação PlayStation que permite aos utilizadores jogar jogos da PlayStation Suite e está ligado à Sony Entertainment Network, que permite aos utilizadores aceder ao Music & Video Unlimited. Para além disso, o dispositivo inclui também o leitor de música Walkman com equalizador manual e tem certificação DLNA. O sistema operativo pode ser atualizado para 4.1.2 Jellybean.